# Waldemar-Erdbuch

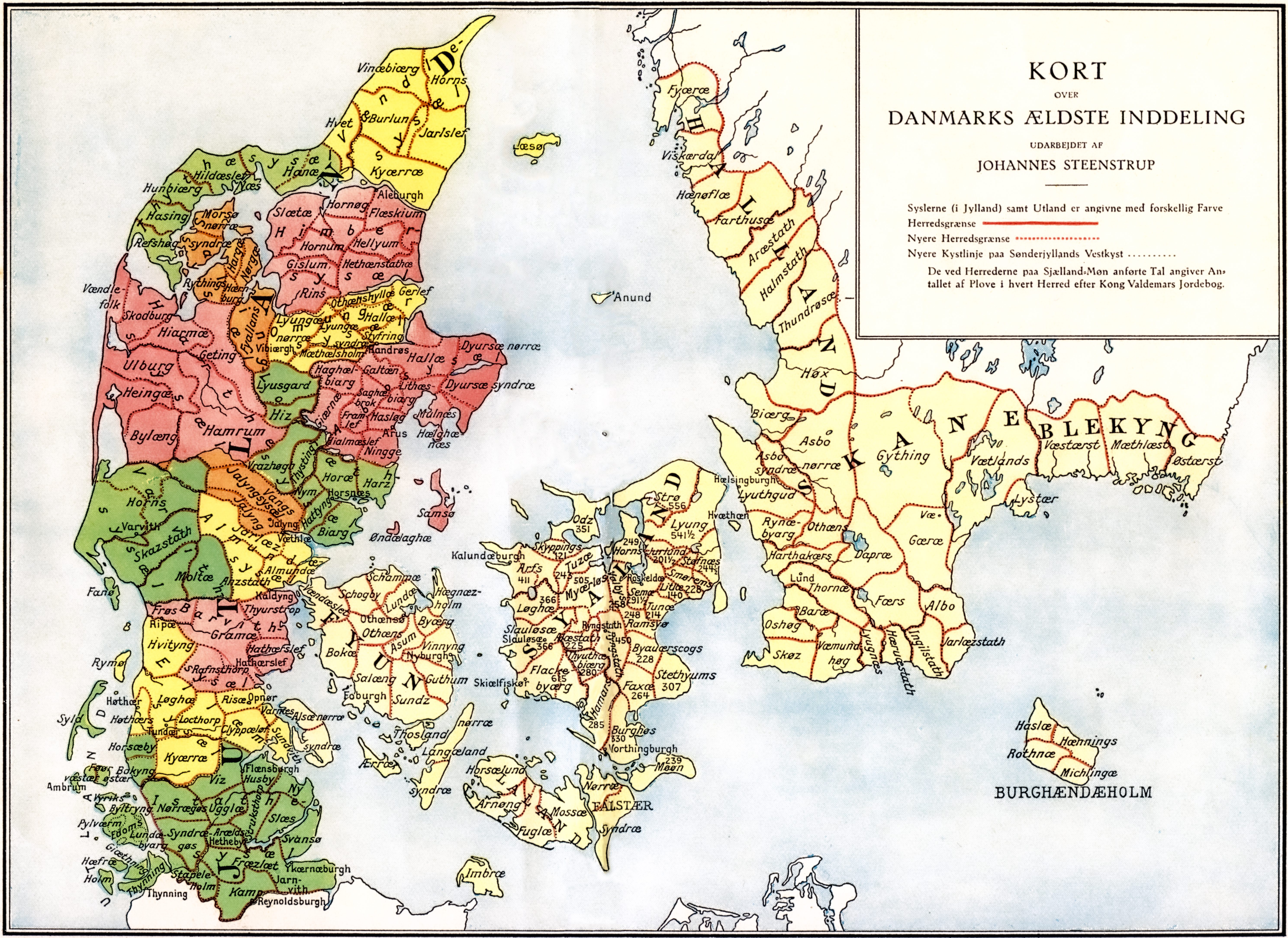
Verwaltungsgliederung Dänemarks zur Zeit König Waldemars

Das Waldemar-Erdbuch (lateinisch: Liber Census Daniæ) ist ein Steuererfassungsbuch, das der dänische König Waldemar II. 1231 in lateinischer Sprache anlegen ließ. Es verzeichnet die Besitzungen und Einkünfte des Königs.
Die Bedeutung des Erdbuchs liegt unter anderem darin, dass viele Orte und Verwaltungsbezirke des damaligen Königreiches Dänemark hier erstmals erwähnt wurden. Es umfasst das heutige Dänemark, den heute deutschen Teil Schleswigs bzw. Sønderjyllands inklusive der Insel Fehmarn, die damaligen dänischen Provinzen östlich des Öresunds Schonen, Halland und Blekinge sowie die dänischen Besitzungen in Estland. Es gibt einen wertvollen Einblick in die Macht- und Sozialstrukturen der Zeit. Die unterste Verwaltungseinheit war die Harde. Die Harden waren in Syssel, eine eher geografische Gliederungseinheit zwischen Harde und Land, zusammengefasst.
Das mehrbändige Original auf Pergament, der sogenannte Codex Holmiensis, enthält verschiedene Listen in unterschiedlichen Handschriften. Dazu gehören Auflistungen der Handelsorte sowie der königlichen und kirchlichen Besitztümer. Es wird seit seiner Überführung 1929 aus Stockholm im Dänischen Staatsarchiv (heute Statens Arkiver) in Kopenhagen aufbewahrt.
Das Erdbuch wurde erst 1688 durch ein Matrikelbuch abgelöst.

## Textausgabe
- Svend Aakjær (Hrsg.): Kong Valdemars Jordebog. (=Samfund til Udgivelse af Gammel Nordisk Litteratur. Udgave. Bd. 50, ZDB-ID 1348543-x). 3 Bände (Bd. 1: Text. Bd. 2: Kommentar. Bd. 3: Registre.). Jørgensen, København 1926–1943.